# Behrensia conchiformis
Behrensia conchiformis là một loài bướm đêm trong họ Noctuidae.